# Cusiala rufifasciata
Cusiala rufifasciata är en fjärilsart som beskrevs av George Francis Hampson 1893. Cusiala rufifasciata ingår i släktet Cusiala och familjen mätare. Inga underarter finns listade i Catalogue of Life.